# 서종초등학교 명달분교
서종초등학교 명달분교는 대한민국 경기도 양평군 서종면 명달리에 있었던 초등학교이다.

## 연혁
- 1965년 4월 7일 정배국민학교 명달분실 설치인가
- 1966년 12월 6일 정배국민학교 명달분교장 승격
- 1994년 3월 1일 서종국민학교 명달분교장으로 편입
- 1996년 3월 1일 서종초등학교 명달분교
- 2000년 2월 29일 서종초등학교에 통폐합